# گاردن سیتی (آلاباما)
گاردن سیتی (به انگلیسی: Garden City) شهری در شهرستان کالمن ایالت آلاباما است که مساحت آن ۷٫۸۶ کیلومتر مربع است و در سرشماری سال ۲۰۱۰ میلادی، ۴۹۲ نفر جمعیت داشته و تراکم جمعیتی آن، ۶۲٫۶ نفر در هر کیلومتر مربع بوده است.